# Betty Roose

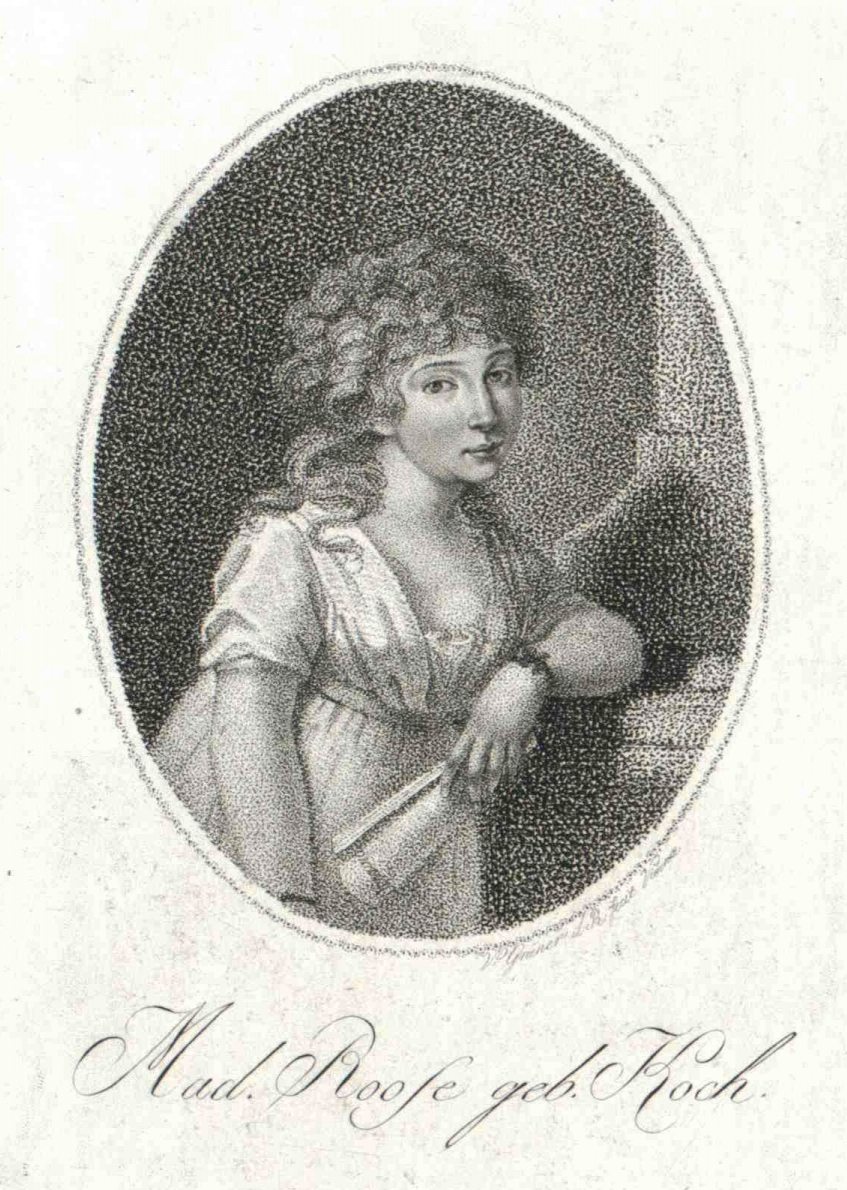
Betty Roose

Betty Roose, geborene Elisabeth Eckardt (* 20. Oktober 1778 in Hamburg; † 24. Oktober 1808 in Wien) war eine deutsche Schauspielerin.

## Leben
Betty Roose war die älteste Tochter des Schauspielers und Theaterdirektors Siegfried Gotthelf Koch (eigentlich Eckardt, 1754–1831), der sie in Schauspiel unterrichtete. Im Alter von elf Jahren trat sie erstmals auf einer Bühne in Riga auf, wo ihr Vater Schauspieldirektor war. Am 21. November 1793 debütierte sie am Nationaltheater Mannheim und spielte anschließend in Hannover, Hamburg und Bremen. 1798 wurde die Schauspielerin vom Burgtheaterdirektor August von Kotzebue nach Wien berufen. Ihr Debüt am Burgtheater gab sie am 28. September 1798 in der Rolle der Margarete in August Wilhelm Ifflands Die Hagestolzen. 1799 heiratete sie den Schauspieler und Regisseur Friedrich Roose (* 1767; † 29. Mai 1818). Gemeinsam adoptierten sie ein Kind. Als jugendliche Heroine und sentimentale Liebhaberin wurde Betty Roose zum Wiener Publikumsliebling und zog auch die Aufmerksamkeit des jungen Franz Grillparzer auf sich. Zu ihren bekanntesten Rollen gehörte die Titelrolle aus Iphigenie auf Tauris. In der Folge spielte sie in weiteren Städten wie Prag, Breslau, Regensburg und Pest.
Betty Roose starb an Kindbettfieber und wurde auf dem Hundsturmer Friedhof bestattet.

„Das hiesige k. k. Hoftheater hat einen großen Verlust erlitten. Betty Roose, gebohrne Koch, starb am 24. dieß an den Folgen einer unglücklichen Entbindung, und einer zurück getretenen Gicht. Sie war nicht nur eine vollendete Schauspielerin, sondern ihr sittlicher Charakter erwarb ihr auch die Achtung des ganzen Publikums, welche sich bey ihrer Beerdigung auf eine ausgezeichnete Weise äußerte. Am 26. dieß wurde sie nach den Gebräuchen der evangelischen Kirche, zu welcher sie sich bekannte, begraben. Der Superintendent Wächter hielt im Hause vor dem offenen Sarge, und dann am Grabe, 2 schöne Reden. Gegen hundert Wägen folgten dem Leichenzug, und man bemerkte unter denselben mehrere Equipagen der vornehmsten hiesigen Familien. Nicht nur Damen, sondern auch ernste Männer und Greise schenkten ihrem Andenken herzliche Thränen. Der Regierungsrath von Harti, als Direktor der k. k. Theater, das sämmtliche Theaterpersonale und mehrere Kunstfreunde begleiteten die Unvergeßliche an die Gruft. Betty Roose verdient in der Geschichte der Kunst, gleich einer Miß Siddow und Katharina Jacquet eine vorzügliche Stelle.“

Einige Wochen nach der Beisetzung wurde Betty Rooses Schädel von den gleichen Tätern gestohlen, die im Frühjahr 1809 aus dem Nachbargrab Joseph Haydns Schädel entwenden sollten. In dieser Zeit war die Schädel- und Gehirnlehre des Franz Joseph Gall auf dem Höhepunkt des europäischen Interesses – besonders die Schädel von herausragenden Persönlichkeiten standen im Zentrum der Begehrlichkeiten. 1930 wurde der Betty-Roose-Weg im 12. Wiener Gemeindebezirk Meidling nach ihr benannt.
Ihre Schwester Henriette Koch war ebenfalls eine Theaterschauspielerin.